# Solomon Buchsbaum
Solomon J. Buchsbaum (Stryi, 4 de dezembro de 1929 – 8 de março de 1993) foi um físico estadunidense.
Foi assessor do Conselho de Consultores da Presidência em Ciência e Tecnologia nas presidências de Ronald Reagan e George H. W. Bush, e executivo sênior do Bell Labs.